# كارمن سيلفا

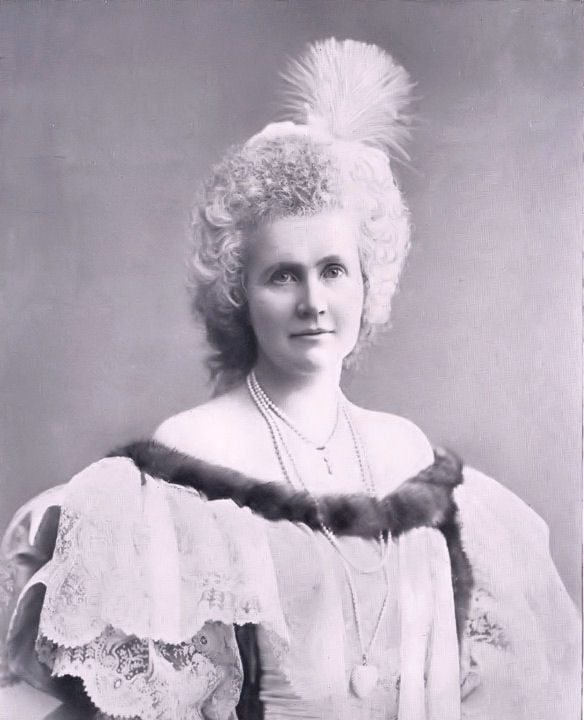
كارمن سيلفا

كارمن سيلفا هو الاسم الادبي المستعارة للأميرة إلزابيت باولينه أوتيلي لويزه تسو فيد Prinzessin Elisabeth Pauline Ottilie Luise zu Wied (ولدت في 29 ديسمبر 1843 في قصر مونريبوس قرب نويْفيد على نهر الراين - وماتت في 2 مارس 1916 في بوخارست) أديبة ألمانية وملكة لرومانيا.

## حياتها
ولدت ابنة للأمير فيلهلم كارل هرمان تسو فيد ونويفيد، وزوجته ماري. كان جيورج زاورفاين معلمها الخاص بين عامي 1857 و 1860, وظلا على تراسل طيلة حياتها. وإلى تلك الفترة يعود اسمها المستعار كارمن سيلفا Carmen Silva (فقد كان زاورفاين يسمي نفسه سيلفاتيكوس Sylvaticus). وحين بلوغها الخامسة والعشرين تعرفت في بلاط برلين على الضابط الأمير كارل أيْتل فون هوهنتسولرن وزيجمارينجن Karl Eitel von Hohenzollern-Sigmaringen وتزوجته في عام 1869. وأنجبت منه ابنة توفيت في عام 1874.
وفي الحرب الروسية التركية في عامي 1877 و 1878 كرست نفسها لرعاية الجرحى، وأسست وسام إليزابيت Elisabeth-Orden (وهو شريط أزرق عليه صليب ذهبي) لتكريم مثل هذه الخدمات والمساعدات.
وفي عام 1881 رافقت زوجها إلى رومانيا, حيث توج ملكا على رومانيا ولقب بكارل الأول. وكانت قد بدأت الكتابة الأدبية من قبل، وأصبحت تنشر كتاباتها تحت اسمها المستعار كارمن سيلفا وعرفت بالملكة الأديبة die dichtende Koenigin. وتقول في قصيدة مبكرة لها :
كارمن الأغنية وسيلفا الغابة
إن أغنية الغابة تغني من نفسها
ولو لم أولد في الغابة
إذا لم غنيت المزيد من الأغاني
لقد سمعتها من الطيور
وقد أسمعتني الغابة إياها
لقد خفق قلبي من أجلها
وقد أنشدتنيها الغابة والأغنية
وبجوار أعمالها الخاصة كالقصائد والقصص والحكايات الخرافية والروايات، فقد قامت بالترجمة أيضا من الفرنسية إلى الألمانية (على سبيل المثال ترجمت لبيير لوتي). وفي 28 أبريل 1910 اشتركت في حفل خيري في فيسبادن، قدم خلاله خمس أغانٍ قامت بتلحينها من بينها قصيدتان لها، وأخرى لجوته وأيْشندورف.
وفي بوخارست توثقت الصداقة بينها وبين ميته كريمنيتس، التي عينت رسميا في عام 1881 وصيفة في القصر وقارئة. وفي عامي 1885 و 1886 تعرفت كارمن سيلفا في بيت كريمنيتس على الكاتب برونو فيلي. وقد أنجزت مع كريمنيتس تحت الاسم المستعار "Dito und Idem" العديد من الأعمال من بينها مأساة تاريخية حول أنا بولاين Anna Boleyn. وكانت تولي اهتماما كبيرا لأن يكون إخراج الكتاب فاخرا. وقد انتقد ذلك ولكن بتحفظ. وقد قامت الأكاديمية الفرنسية بتكريمها عن إحدى مجموعاتها القصصية.
ومنذ عام 1884 ربطت الصداقة بينها وبين الإمبراطورة إليزابيت إمبراطورة النمسا والمجر. وفي صيف 1891 أصيبت بإرهاق الأعصاب مما اضطرها إلى الاستجمام فترة طويلة في بيجلي في إيطاليا. وهناك تعرفت على الملحن الموسيقي أوجوست بونجرت الذي ظلت مرتبطة به فنيا بقية حياتها. فقد لحن بونجرت العديد من قصائدها. وفي عام 1893 قامت بزيارة موطنها ثم عادت في خريف 1894 إلى بوخارست. وقد تزامن يوم عودتها مع عيد زواجها الملكي مما استدعى الاحتفال الرسمي في البلاد لذلك.
وكانت بصفتها ملكة نشيطة اجتماعيا وكذلك ثقافيا، وقامت بالعديد من الترجمات من الرومانية لتقديم صورة حسنة عن ذلك البلد.
دفنت في كورتيا دي أرجيش في رومانيا.

## من أعمالها
- سابفو (ملحمة شعرية 1880)
- هامرشتاين (ملحمة شعرية 1880)
- العواصف (ملاحم شعرية 1880)
- طريق الآلام البشرية 1882
- الله Jehovah (ملحمة شعرية 1882)
- سكينتي (قصائد 1884)
- رسوم باليد (قصص وإسكتشات 1884)
- كتابي 1886
- شجاعة النساء (مسرحيات 1890)
- أغاني الحرفيين (قصائد 1890)
- الوطن (قصائد 1891)
- أغاني البحر (قصائد 1891)
- المعلم مانوله (مسرحية 1892)
- مسيو هامبلمان (كتاب للأطفال 1898)
- تاوْ (قصائد 1900)
- تحت الزهرة (قصائد 1903)
- من الحياة (قصص 1912)

## من أعمالها بالاشتراك مع ميته كريمنيتس
- من عالمين (رواية رسائل 1884)
- أسترا (رواية رسائل 1886)
- أنا بولاين (مأساة تاريخية 1886)
- في الضلال (أقاصيص 1888)
- الانتقام وأقاصيص أخرى 1888

## روابط خارجية
- كارمن سيلفا على موقع ميوزك برينز (الإنجليزية)
- كارمن سيلفا على موقع ديسكوغز (الإنجليزية)